# Vital du Four
Vital du Four (lat. Vitalis de Furno, Joannes Vitalis, Vital du Fourca), né à Bazas en 1260, mort à Avignon en 1327, était un cardinal franciscain et un philosophe scolastique. Ses deux ouvrages majeurs sont :
- Speculum morale une compilation de ses lectures bibliques
- Pro conservanda sanitate une encyclopédie médicale et pharmaceutique.

## Biographie
Né à Bazas vers 1260, dans la province d'Auch en Gascogne, Jean du Four prend le nom de Vital, en entrant jeune chez les Frères mineurs.
Il étudie vraisemblablement à Bordeaux et à Toulouse, avant d'être envoyé à Paris en 1285, poursuivre ses études de théologie comme auditeur.
Il est ensuite assigné au studium de Montpellier pour enseigner la théologie (comme lector Sententiarum). Le cours sur le quatrième livre des Sentences qu'il donne en 1295-1296, consiste en une reprise des notes qu'il avait prise à Paris, sur les commentaires de Jacques du Quesnoy. Il relance aussi une polémique commencée à Paris avec le franciscain « spirituel » Pierre de Jean Olivi, concernant l'association de l'âme intellective au corps par l'intermédiaire de l'âme sensitive.
Il prend ainsi une part active dans les débats théologiques et participe à la condamnation des thèses d'Olivi.
À cette époque, le célèbre médecin-théologien Arnaud de Villeneuve, enseigne la médecine à Montpellier et Vital du Four en aurait profité pour acquérir des connaissances médicales.
Il va ensuite enseigner (comme lector) à Toulouse en 1297. Il n'est jamais désigné comme « maître en théologie » avant le chapitre général de 1307, tenu à Toulouse, lors duquel il est institué provincial d'Aquitaine. Sylvain Piron a avancé l'hypothèse qu'il ait été fait docteur à Toulouse. En effet, Vital était un compatriote de Bertrand de Got, qui fut élu pape sous le nom de Clément V en 1305. Le nouveau pape combla de faveurs le théologien Gascon qu'il fit cardinal du titre de saint Sylvestre et Saint Martin des Montagnes en 1312. Il aurait pu auparavant intervenir pour que lui soit conférée une maîtrise qui aurait couronné une quinzaine d'années d'enseignement dans les studia du Midi.
Le pape Clément V dont le pontificat s'est déroulé de 1305 à 1314 à Avignon, fait appel à ses services à plusieurs reprises, comme lors du procès contre le pape Boniface VIII dans son conflit avec le roi Philippe le Bel ainsi que pour examiner des propositions de  Jean Olivi faisant de la pauvreté l'idéal chrétien.
En 1316, il participe à l'élection de Jean XXII.
Le 13 octobre 1318, le pape lui confère le prieuré de Saint-Mont, cardinal-prêtre au titre des saints Sylvestre et Martin au Mont.
Son rôle en faveur de l'élection de Jean XXII et sa persévérance à dénoncer les « spirituels » lui valent d'être nommé cardinal-évêque d'Albano (Italie), en 1321.
Dans les dernières années de sa vie, il en vient cependant à s'opposer à Jean XXII sur la question de la pauvreté absolue du Christ et des Apôtres.
Il se soumet et meurt en 1327 à Avignon.

## Doctrine
Le cardinal Vital du Four a laissé de nombreux écrits théologiques. Son œuvre se compose de sermons, de textes polémiques sur la pauvreté de l'Église et sur les thèses des spirituels, de lettres et de consultations sur les Croisades (1323) mais pour l'essentiel, elle est faite de textes scolastiques. Une œuvre médicale lui est aussi attribuée bien qu'il semble n'avoir jamais exercé la médecine.

### Pauvreté en propre et richesse en commun
Au XIVe siècle, toute la chrétienté est secouée par un débat enflammé sur la pauvreté franciscaine. Initiée par les franciscains, la querelle provoqua en leur sein même, des fractures profondes, l'Ordre des frères mineurs se divisant en « conventuels » et « spirituels ».
La polémique fut lancée par Pierre de Jean Olivi, un franciscain « spirituel » qui réclamait un respect rigoureux de la règle de pauvreté de l'ordre franciscain. Encore tout jeune théologien à Paris, Jean Olivi n'hésita pas à attaquer l'interprétation de saint Thomas d'Aquin concernant le vœu de pauvreté, interprétation qui autorisait les Ordres mendiants à posséder des biens matériels in communi. Pierre-Jean Olivi déclara que cette attitude était contraire au principe de pauvreté volontaire et se fit le défenseur d'une interprétation absolument rigoureuse du vœu de pauvreté.
Vital du Four s'opposa aux thèses de Pierre de Jean Olivi. Dans la polémique sur la pauvreté évangélique, il était pour une pauvreté modérée du Christ et des Apôtres: ils pouvaient posséder en commun sans posséder en propre.

### Débats scolastiques

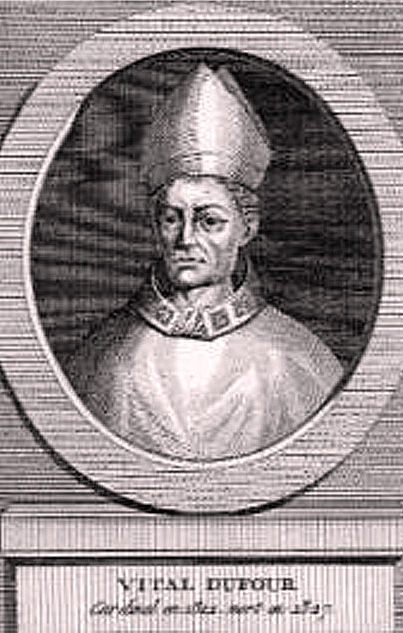
Vital du Four

Vital du Four a participé aux incessants débats intellectuels qui animaient l'université du XIIIe siècle. Il produisit des quodlibeta et un ouvrage d'exégèse biblique (Speculum morale totius sacrae scripturae) une sorte de dictionnaire où les notions d'Ancien et Nouveau Testament sont interprétées dans un sens mystique avec des aperçus d'ordre médical.
Pour S. Piron, il fut essentiellement un compilateur de grands et petits maîtres (comme Raymond Rigaud et Jacques du Quesnoy pour les grands maîtres). Ses travaux les plus originaux sont deux encyclopédies, adoptant l'une et l'autre la forme d'un dictionnaire alphabétique :
1. Speculum morale est une compilation de ses lectures bibliques
2. Pro conservanda sanitate concerne, de façon plus inattendue, la médecine et la pharmacopée.

Sur le problème de la connaissance, il soutient qu'il est possible pour les humains de saisir intellectuellement les choses singulières. Le processus conduisant à la connaissance d'un objet dans sa singularité dépend en premier lieu des données sensorielles attestant le hic et nunc de l'objet et de ses accidents. Il a aussi souvent résumé longuement les positions d'autres frères franciscains comme Jean Peckam (John Peckham), Mathieu d'Aquasparta (Matteo d'Acquasparta), Roger Marston et Henri de Gand. Il les suit ou les imite jusqu'au plagiat, suivant Delorme.
En métaphysique, le cardinal Vital du Four nie la distinction réelle entre l'essence et l'existence. De Henri de Gand, il retient la thèse de la distinction d'intention entre essence et existence.
La tradition augustinienne se retrouve chez Vital du Four dans l'idée selon laquelle la connaissance, interne ou externe, suppose une illumination divine. Ainsi le cardinal Vital du Four appartient à l'école franciscaine, qui, augustinienne d'inspiration, se distingue du thomisme d'alors.

### Ouvrage de médecine
Un ouvrage de médecine, Pro conservanda sanitate lui est attribué malgré les doutes émis par certains. Mais le type encyclopédique de l'ouvrage (comme son Speculum morale), des allusions aux Pyrénées et l'emploi de mots occitans, ainsi que des remarques moralisatrices amènent à penser que Vital en soit l'auteur.
Pro conservanda sanitate (aux environs 1295 - 1310) se présente comme une encyclopédie médicale fournissant des conseils pour rester en bonne santé.
Cette encyclopédie s'inscrit dans l'effort d'organisation des connaissances qui marque le XIIIe siècle européen, à une époque où se créent les universités et les collèges nourris des savoirs hérités de l'Antiquité gréco-romaine et l'Âge d'or islamique.
Le texte se présente comme une série de notices plus ou moins longues, classées par ordre alphabétique. Les entrées sur les sujets médicaux les plus divers se suivent. Par exemple : sur des plantes médicinales (aloès, anis, ail...), des animaux (aspic, sanglier...), des malaises (maux de tête, mal de ventre...), des maladies (choléra...), la saveur amère, l'appétit, l'abstinence, les méfaits de l'ivresse, etc.
La seconde notice de Natura aquarum assez longue, a retenu l'attention des historiens des sciences car elle traite de l'eau-de-vie. L'eau ardente comme dit Vital, s'obtient, en distillant un bon vin rouge, à feu doux dans un alambic. Il commence en reprenant une observation souvent faite auparavant: cette eau ardente peut dans certaines conditions produire une flamme sans consumer la substance qu'elle imbibe (comme une mèche).
| « Elle est dite ardente parce que si on la verse sur les cheveux de la tête ou sur un chiffon et si on approche une bougie en feu, elle prend immédiatement feu et les cheveux ou le chiffon semblent brûler, alors que ni les cheveux ni le chiffon ne se consument mais la flamme dure jusqu'à ce que l'eau soit toute brûlée. Elle aiguise l'esprit si on en prend avec modération, rappelle la mémoire du passé, rend l'homme joyeux au-dessus de tout, conserve la jeunesse et retarde la sénilité. » (Pro conservanda sanitate, p. 12) |
Il en énumère les « 40 vertus et efficacités » lorsqu'elle est prise « médicalement et sobrement », concernant le corps et l'esprit. Il note qu'elle calme les maux de dents et d'oreilles, guérit les plaies et même le lépreux « s'il en prend modérément, sa lèpre n'ira pas plus loin ». Il assure que c'est un stimulant intellectuel, excellent pour le moral et rendant joyeux.
Il signale une propriété rappelant les recherches des alchimistes arabes: l'eau ardente conserve la jeunesse et retarde la sénilité. Il mentionne aussi une propriété qui sera utilisée par les apothicaires: cette eau ardente extrait les vertus des plantes qui y sont mises à macérer.
L'eau ardente se voit donc attribuer une très longue liste de propriétés remarquables dont nous ne donnons qu'un petit aperçu. Ses propriétés sont citées systématiquement dans les ouvrages de médecines de la fin du XIIIe - début du XIVe siècle. Car les médecins et apothicaires commencent à s'éveiller à la connaissance des propriétés surprenantes de cette substance étonnante associant eau et feu dont les procédés de fabrication sont connus depuis peu, même si l'histoire de la distillation est très ancienne.
La technique de distillation fut mise au point par les alchimistes gréco-égyptiens puis développée par les médecins-alchimistes de langue arabe. Les alchimistes distillaient essentiellement des sels de mercure et d'arsenic ainsi que du vitriol. La réception de ces travaux à Salerne en Italie au XIIe siècle, conduisit à de nouveaux perfectionnements de l'alambic et à la découverte d'un produit singulier de la distillation du vin: l'eau-de-vie. Suivant McVaugh, les premiers essais eurent lieu dans les années 1260, quand la mise à disposition des recherches de Rhazès amena le pape Pierre d'Espagne et le chirurgien de Bologne, Théodore Borgognoni, à s'intéresser subitement à la production d'huiles médicinales, en particulier de l'oleum benedictum (l'huile bénie). Une innovation technique remarquable est alors signalée pour la première fois par un médecin Thaddée de Florence (Taddeo Alderoti). Dans Consilia medicinalia, le professeur de médecine décrit un alambic muni d'un système de refroidissement très efficace, constitué par un serpentin circulant dans un récipient d'eau froide, permettant de produire en continu une eau-de-vie de titre plus élevé.
L'innovation technique va se répandre jusqu'à Montpellier où le médecin Arnaud de Villeneuve (1240-1311) décrira la fabrication et l'usage d'eau-de-vie, dans son Antidotaire.
Le Livre des vins (Liber de vinis) attribué à Arnaud de Villeneuve mais venant vraisemblablement du maître Sylvestre, indique comment mettre des plantes médicinales dans l'eau ardente pour en extraire l'odeur et la saveur et faire ce qu'on appelle en termes modernes des alcoolatures (ou teinture mère).
Un manuscrit du XIIIe siècle, Liber ignium donne la préparation de la poudre à canon et de l'eau ardente distillée à partir de vin noir, additionné de soufre et de sel. À cette époque, l'eau-de-vie n'était pas considérée comme une boisson récréative mais comme un produit pharmaceutique.
L'eau-de-vie va ainsi être produite par les apothicaires (et les alchimistes) pendant plusieurs siècles avant que trois innovations permettent de fabriquer une boisson commerciale, de goût agréable:
 1) une innovation technique permet de construire de larges chaudières produisant en quantité des eaux-de-vie fines,
  2) la mise au point d'une double distillation afin d'éliminer des substances volatiles à odeur de solvant, 
3) le vieillissement en fûts de chêne permet à l'eau-de-vie au contact des tanins d'acquérir un bouquet plus affiné et une belle teinte d'or.
Le passage du produit pharmaceutique aux boissons alcoolisées récréatives (Cognac, Armagnac) se fera progressivement XVIIe siècle, sous l'impulsion des commerçants Hollandais (Dion, 1977).

## Œuvres
Vital du Four a écrit de nombreux traités universitaires sur la physique, la métaphysique, la psychologie, sur des questions en débats (Quodlibet). Il est l'auteur aussi d'un traité de médecine, de sermons, de commentaires bibliques et d'écrits doctrinaux et polémiques.
Ses œuvres nous sont parvenues essentiellement grâce à quatre manuscrits:
1. Rome, Vat. Lat. 1095
2. Todi, Bibliothèque municipale, cote 95
3. Rome, Vat. Borghese 192
4. Rome, collège franciscain de Saint-Isodore, cote 1/15

La liste des œuvres donnée par Delorme (1947) est:
1. Memorialia quaestionum, Todi 95
2. Quodlibet I, Todi 95 (18 questions)
3. Quaestiones disputate de rerum principio, Saint-Isodore 1/15, faussement attribué à Duns Scot dans: Quaestiones disputatae De rerum principio, tractatus De primo rerum omnium principio, novis curis edidit Marianus Fernandez Garcia, Quaracchi, 1910, pp. 1-624.
4. Questiones breves de rerum principio, Todi 95
5. Quaestio de productione creaturarum, Todi 95
6. De anima et eius potentiis, Saint-Isodore 1/15
7. Questiones super IV libro sententiarum reportatae in Montepessulano, Rome, Vat. 1095
8. Quodlibet II (14 questions), Todi 95
9. Quaestiones de cognitione  (8 questions), Todi 95
10. Quodlibet III (14 questions), Todi 95
11. Questiones de numeris, tempore et instanti, Saint-Isodore 1/15 (9 questions)
12. Abbreviatura qq. 28 G. de Fontibus, Saint-Isodore 1/15
13. Traité Pro conservanda sanitate tuendaque prospera valetudine, ad totius humani corporis morbos et aegritudines salutarium remediorum curationumque liber utilis, Mayence 1531 (encyclopédie de connaissances médicales comportant 343 entrées). cf. BSB, Pro conservanda sanitate
14. Speculum morale totius sacrae scripturae ed. Lyon 1513, Venise 1594 (commentaires de l'Ancien et le Nouveau Testament, écrit à Toulouse aux alentours de 1305, rassemblant probablement le résultat de cours bibliques)
15. Super Apocalypsim, Venise 1600, Paris 1645